# 刘敏 (元朝)
刘敏（1201年—1259年），字有功，又字德柔，号年丰老人，宣德州（今河北省张家口市宣化区）青鲁里人，金朝末年、蒙古帝国政治人物。
1212年，十二岁时，被蒙古军所俘掳，成为大将养子。成吉思汗见到他，留充宿卫，通习蒙古语和诸部语，被赐名名玉出干，授奉御。跟随成吉思汗征西辽、花拉子模。1223年，任燕京路达鲁花赤，即安抚使兼燕京路征收税课，漕运、盐场、僧道、司天等事。杀戮掠民渠帅，送归豪强所掠良民。选拔百姓学习星历，兴办学校。窝阔台即位，主持改建行宫帐殿。1235年，参与兴建和林城（今蒙古国哈拉和林）、万安宫，立驿传等事。1241年，在中原行尚书省事，汉人称他为丞相。1246年，贵由大汗任命他与奥都剌合蛮同行尚书省事。1251年，蒙哥即位，命他与牙鲁瓦赤等同任前职。1254年，告老辞官，以其子刘世亨袭职。蒙哥攻打南宋，他因病乘舆劝谏，蒙哥不从。后因病归于燕京，去世。享年五十九岁。